# INFINITY 〜INFIX Special Self Selection〜
『INFNITY 〜INFIX Special Self Selection〜』（インフィニティ インフィクス・スペシャル・セルフ・セレクション）は、1995年7月24日、アポロンより発売されたINFIXのベスト・アルバムである。

## 解説
初のベスト・アルバムとなった本作は、メンバー全員で選曲・監修を行った。先行シングル「Starting Over」、最大のヒットシングル「傷だらけの天使になんてなりたいとは思わない」はボーナストラックとして収録。このうち、後者は1994年12月に名古屋のCLUB DIAMOND HALLで行われたライブでの音源を収録。

## 収録曲
1. Get the truth!
作詞・作曲：長友仍世　編曲：infix
2. THE BAND OF ROCK'N'ROLL CITY
作詞：長友仍世　作曲：佐藤晃　編曲：板倉雅一・infix
3. Romancing Journey
作詞・作曲：長友仍世　編曲：坂崎幸之助・infix
4. CHANGEING MY LIFE
作詞・作曲：長友仍世　編曲：板倉雅一・infix
5. YOU ARE THE ONE 〜君がすべて〜
作詞・作曲：長友仍世　編曲：板倉雅一・infix
6. WINNERS FOREVER〜勝利者よ〜
作詞・作曲：長友仍世　編曲：板倉雅一・infix
7. ハートビートで追いかけろ!
作詞・作曲：長友仍世　編曲：板倉雅一・infix
8. 草原のユーフォリア
作詞・作曲：長友仍世　編曲：板倉雅一・infix
9. Starting Over
作詞：長友仍世　作曲：佐藤晃　編曲：infix
10. 傷だらけの天使になんてなりたいとは思わない（live version）
作詞：田村直美　作曲：Jeff Creatures・Joey Carbone